# Cellulose
La cellulose est un glucide constitué d'une chaîne linéaire de molécules de D-glucose (entre 15 et 15 000). Ce biopolymère est le principal constituant de la paroi des cellules végétales, y compris du bois (qui est caractérisé par ailleurs par une forte teneur en lignine).
La cellulose constitue 35 à 50 % de la biomasse végétale terrestre devant l'hémicellulose (30 à 45 %) et la lignine (15 à 25 %), formant ainsi la première famille de composés par ordre d'abondance dans les plantes et dans les écosystèmes terrestres où domine la biomasse végétale morte ou vive.
La cellulolyse désigne le processus d'hydrolyse des liaisons de la cellulose par des enzymes cellulolytiques.

## Sources de cellulose
Les macromolécules de cellulose associées forment des microfibrilles, qui, elles-mêmes associées en couches, forment les parois des fibres végétales. Il s'établit des liaisons hydrogène entre les molécules de glucose des différentes chaînes.
La cellulose se trouve exceptionnellement à l'état presque pur dans les parois cellulaires des poils des graines de coton (près de 95 %), alors que sa teneur dans le bois est de 40 à 50 %, 70 % dans le chanvre, et 80 % dans le lin, ce qui explique l'importance économique de ces fibres.
C'est le principal constituant du bois. Les celluloses et les hémicelluloses constituent la matière organique la plus abondante sur la Terre, composant plus de deux tiers de la biomasse végétale, laquelle constitue plus de 80 % de la biomasse à la surface de la terre. Ces polymères représentent ainsi la première source de matière organique carbonée de la planète (500 milliards de tonnes de matière sèche produites par an), sachant que seulement 3 % de cette biomasse est utilisé annuellement (principalement sous forme de charbon, de pétrole et de gaz),.

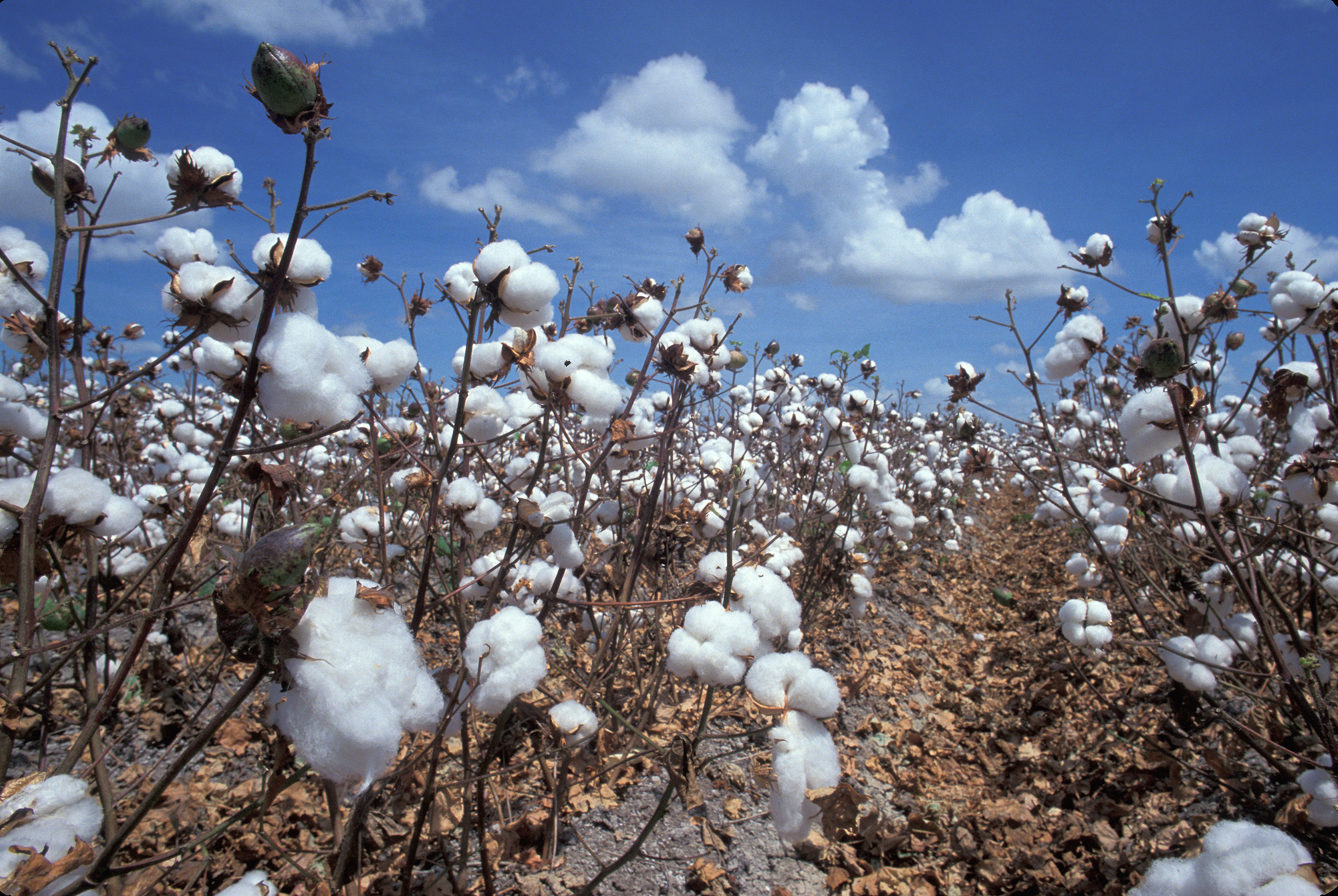
Le coton est formé de longues fibres très pures en cellulose et qui se prêtent bien à la mise en forme.
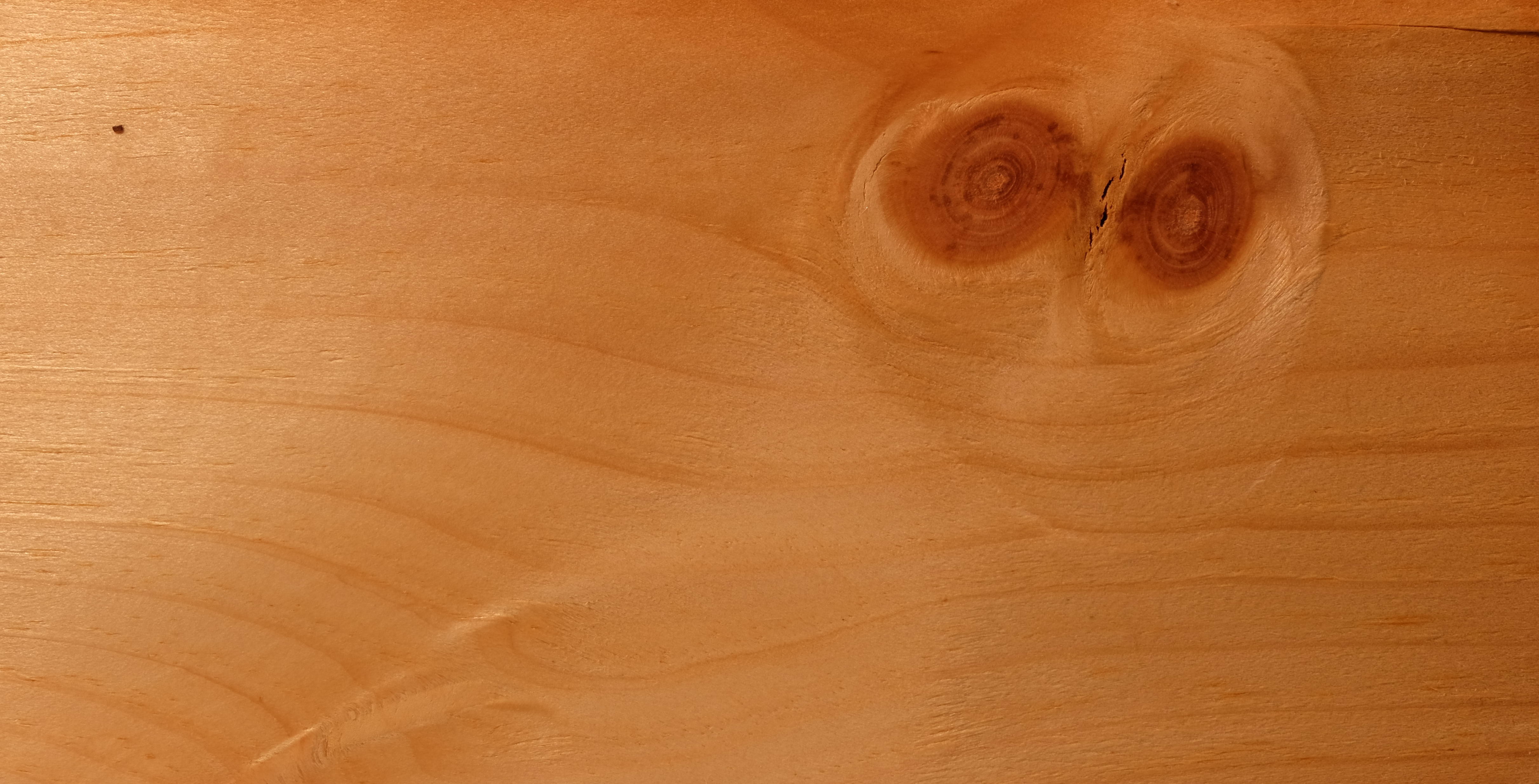
La cellulose est le constituant principal du bois.

Les champignons filamenteux, comme ceux du genre Trichophyton (dermatophyte), possèdent une membrane qui peut être constituée de cellulose.
Certaines bactéries comme Acetobacter xylinum produisent de la cellulose bactérienne.

## Histoire
La cellulose a été découverte en 1838 par Anselme Payen, qui l'a isolé de la matière végétale et a déterminé sa formule chimique ,.
La cellulose a été utilisée par Hyatt Manufacturing Company in 1870 pour produire le premier thermoplastique et celluloïd. La production de viscose (soie artificielle) a commencé dans les années 1890 et le cellophane a été inventé en 1912. Hermann Staudinger a déterminé la structure des polymères de cellulose en 1920. Le composé a été synthétisé sans enzyme pour la première fois en 1992, par Kobayashi et Shoda.

## Structure
Les monomères de glucose sont liés par des liaisons β-(1→4), conduisant à des polymères linéaires. À chaque unité, on a une rotation de 180° qui permet de faire un réseau de liaisons hydrogène entre l'oxygène du cycle et le OH en position 3, conférant ainsi une structure fibreuse à la cellulose. L'association de 36 chaines de cellulose forme une microfibrille de cellulose. L'association de 6 microfibrilles de cellulose forme une macrofibrille et un agencement de plusieurs macrofibrilles forme ce qui est généralement appelé une fibre de cellulose.

### Structure moléculaire
La cellulose est un homopolymère linéaire composé de dimères de résidus β-D-anhydroglucopyranose AGU (deux unités AGU reliées entre elles par des liaisons glycosidiques β-(1→4) forment le motif de répétition appelé cellobiose). Les AGU se trouvent en conformation chaise et possèdent trois fonctions hydroxyle : deux alcools secondaires (en position 2 et 3) et un alcool primaire (en position 6). Ces fonctions hydroxyle, ainsi que les liaisons glycosidiques, se situent en position axiale par rapport au plan du cycle, ce qui entraîne que les hydrogènes du cycle se trouvent en position équatoriale.

### Structure supramoléculaire

Représentation schématique d'une microfibrille comprenant deux chaînes de cellulose.

Les polymères non ramifiés forment des chaînes qui peuvent s'assembler entre elles (de 80 à 120 en moyenne) par des ponts hydrogène pour former des structures rigides, allongées, les microfibrilles (en) (environ 1 500 molécules par fibre). L'orientation en arrangement parallèle est définie par les extrémités réductrices et non réductrices des polymères. La molécule est étirée, car les liaisons sont équatoriales et permettent donc une extension maximale.
Le degré de polymérisation diffère énormément selon l'origine de la cellulose ; en fonction de l'espèce végétale, sa valeur peut varier de 1 000 à 30 000, correspondant à une chaîne de longueur comprise entre 0,5 et 15 μm.

## Propriétés

### Alimentaires
Elle n'est pas digérée par l'humain ni par aucun mammifère dans leur intestin grêle en raison de l'absence d’enzymes capables de digérer des 
polysaccharides avec des liaisons β-glucose (cellulose, hémicellulose, …) mais peut être digérée partiellement dans certaines parties du gros intestin (caecum notamment) grâce à l'action du microbiote intestinal (bactéries, archées, champignons, protozoaires) ; ces fibres végétales sont indispensables également à la régulation du transit digestif, elles peuvent couvrir 5 à 10 % des besoins chez l'homme mais 80 % chez les ruminants ; les animaux herbivores profitent des enzymes d'origine exogène, c'est-à-dire produites par le microbiote intestinal ou ruminal pour digérer la cellulose,.

### Autres
On a récemment montré que comme le collagène (dans le monde animal) et comme la chitine (chez les insectes, les crustacés ou les champignons), la cellulose a des propriétés piézoélectriques, lesquelles pourrait intéresser le secteur des nanotechnologies et ceux qui cherchent à créer des membranes polymères piézoélectriques souples, par exemple pour un usage biomédical, car c'est un matériau légèrement piézoélectrique. Mais selon Camille Thevenot (2017) et selon Ehud Gazit de l'Université de Tel Aviv, des molécules imitant le collagène et ses propriétés se montrent beaucoup plus intéressantes pour cela,.
L'un des meilleurs solvants de la cellulose est le cupri-éthylène-diamine (CED). On obtient empiriquement un produit proche, la liqueur de Schweitzer, en laissant couler de l'ammoniaque sur des copeaux de cuivre et en refaisant passer le liquide plusieurs fois. Il devient d'un bleu intense. Il ne faut pas secouer des copeaux dans de l'ammoniaque pour produire la liqueur car l'excès d'oxygène bloque la réaction. Les filtres habituels seraient dissous. La cellulose ainsi dissoute est libérée dans l'eau acidifiée : c'est une manière de produire de la rayonne (viscose).

## Principaux dérivés
L'holocellulose est la fraction carbohydratée de la lignocellulose, l'une des « briques » les plus abondantes des biopolymères. L'hémicellulose en fait partie.
Les groupements hydroxyles de la cellulose peuvent réagir partiellement ou totalement avec différents réactifs pour donner des dérivés cellulosiques possédant des propriétés propres.
Les principales familles de dérivés de la cellulose sont les éthers de cellulose et les esters de cellulose.
La pyrolyse de la cellulose produit le lévoglucosane.

## Applications

### Biocarburants - Filière éthanol cellulosique

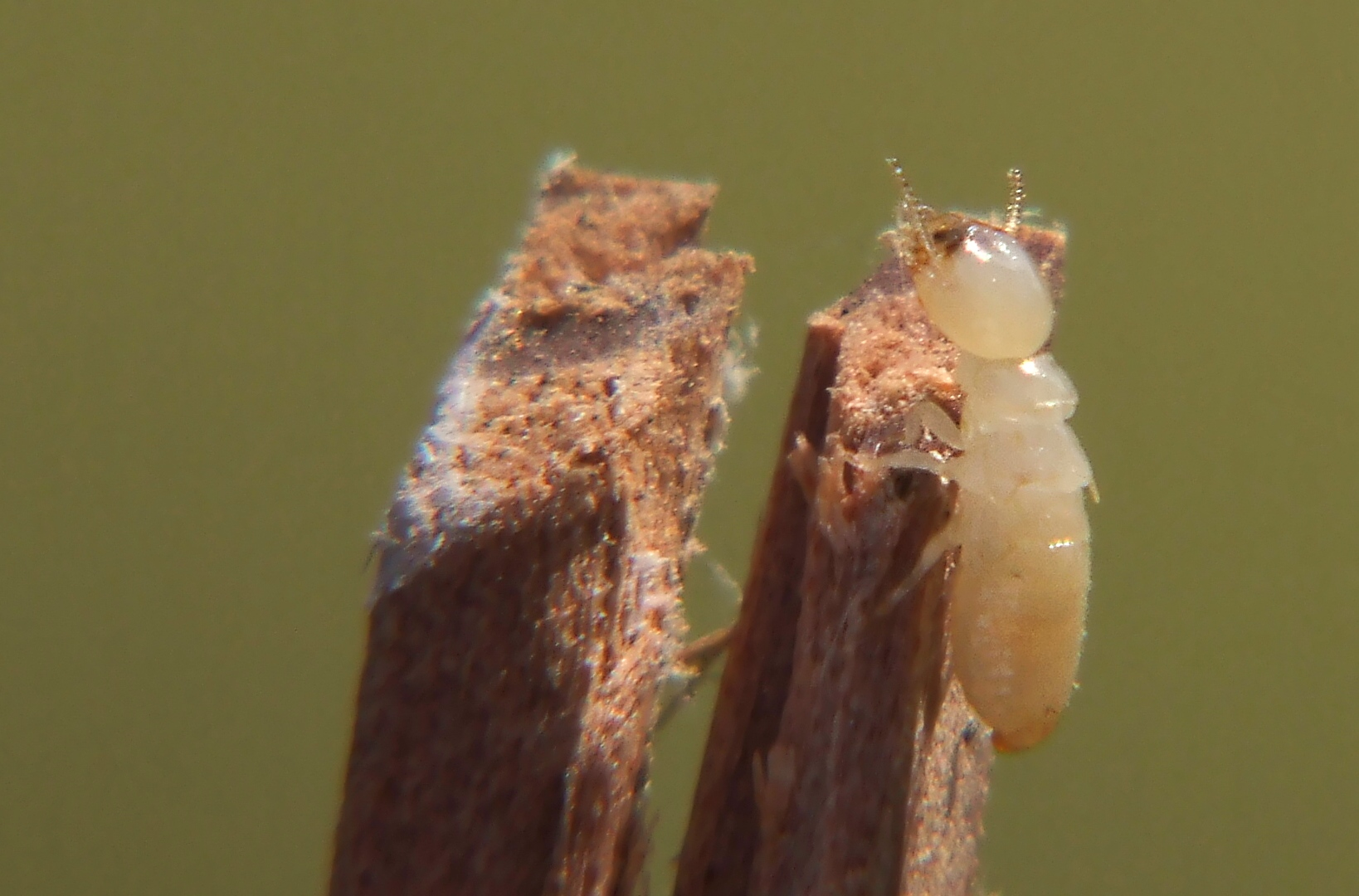
Les termites possèdent des bactéries capables de transformer de manière efficace et économique les déchets de bois en sucres pour la production d'éthanol.

La transformation de la lignine et de la cellulose (du bois, de la paille) en biocarburants, comme l'alcool ou le gaz (filière lignocellulosique-biocombustible), fait l'objet d'intenses recherches dans le monde entier. Les technologies de la transformation de la cellulose (la macromolécule la plus commune sur Terre) sont complexes, allant de la dégradation enzymatique à la gazéification. Des entreprises canadiennes (comme Iogen) et américaines (Broin Co.) et deux universités suédoises (usine pilote d'Örnsköldsvik) passent actuellement à la phase de production industrielle d'éthanol cellulosique.
Selon le directeur du Programme des Nations unies pour l'environnement, les termites possèdent des bactéries capables de transformer de manière efficace et économique les déchets de bois en sucres pour la production d'éthanol. Les enzymes trouvées dans le tube digestif des termites et produites par ces bactéries symbiotiques sont en effet capables de convertir le bois en sucre en 24 heures. Le potentiel de la filière cellulosique est énorme et les technologies évoluent rapidement.

### Bois énergie
La cellulose est le principal composant du bois. En ce sens, c'est l'élément essentiel de la combustion du bois qui est, par exemple, la première source d'énergie renouvelable en France[réf. nécessaire].

### Alimentation
La cellulose et ses dérivés sont utilisés dans l'industrie agroalimentaire. En tant qu'additifs alimentaires, ils portent les codes de E460 à E466 :
- E460(i), cellulose microcristalline ;
- E460(ii), poudre de cellulose (forme accidentellement découverte en 1955 par Orlando A. Battista et Patricia Smith dans un laboratoire où ils cherchaient à produire un fil très solide de viscose pour renforcer les pneus d'automobiles[29]) ;
- E461, méthylcellulose ;
- E462, éthylcellulose ;
- E463, hydroxypropylcellulose ;
- E464, hydroxypropylméthylcellulose ;
- E465, éthylméthylcellulose ;
- E466, carboxyméthylcellulose.

La cellulose issue de la fermentation de la bactérie Acetobacter xylinum est le principal constituant de la nata de coco.

### Autres

Structure de la nitrocellulose.

La cellulose est une importante matière première industrielle. Elle sert :
- soit sous forme de fibres brutes à la fabrication de pâte à papier, soit pâte mécanique qui inclut la cellulose, l'hémicellulose et la lignine du bois, soit pâtes chimiques qui contiennent des fibres de cellulose uniquement ;
- soit, après transformation dans l'industrie chimique :
  - à la fabrication de fibres textiles artificielles : acétate de cellulose, viscose, rayonne, modal, etc. Ces fibres de cellulose artificielles sont de plus des précurseurs pour la fabrication de fibres de carbone thermiquement isolantes utilisées comme renfort des matériaux de protection thermique de l'industrie aérospatiale,
  - de produits divers : acétate de cellulose, cellophane, celluloïd, Rhodoïd, collodion,
  - d'explosifs : nitrate de cellulose (nitrocellulose),
  - de support des anciens films : nitrate de cellulose (nitrocellulose)[30] ;
- sous forme microcristalline, elle peut servir de liant pour fabriquer des comprimés à partir de poudre ;
- elle peut servir également d'isolant thermique et d'isolant phonique, soit en panneaux, soit en vrac (ouate de cellulose) ;
- elle est aussi utilisée pour la fabrication de feuilles à rouler transparentes, ressemblant à du film plastique, sous la marque Aleda par exemple ;
- elle peut servir comme agent permettant une rétention d'eau dans les zones arides pour des fins agricoles ;
- il existe déjà des boitiers d'ordinateurs qui sont composés d'une pâte à base de cellulose 100 % naturelle, une cellulose qu'on peut aussi trouver dans les coques des téléphones, des souris ou encore des claviers.

## Commerce
La France est nette importatrice de cellulose, d'après les douanes françaises. En 2014, le prix à la tonne à l'import était d'environ 2 800 €.